# Golets
Golets (bulgariska: Голец) är ett distrikt i Bulgarien.   Det ligger i kommunen Obsjtina Ugărtjin och regionen Lovetj, i den centrala delen av landet, 110 km öster om huvudstaden Sofia.
I omgivningarna runt Golets växer i huvudsak lövfällande lövskog. Runt Golets är det ganska glesbefolkat, med 39 invånare per kvadratkilometer.